# Häcksparv
Häcksparv (Emberiza cirlus) är en fågel inom familjen fältsparvar inom ordningen tättingar. Den är en stannfågel som förekommer i Sydeuropa och Nordafrika. IUCN kategoriserar den som livskraftig.

## Utseende

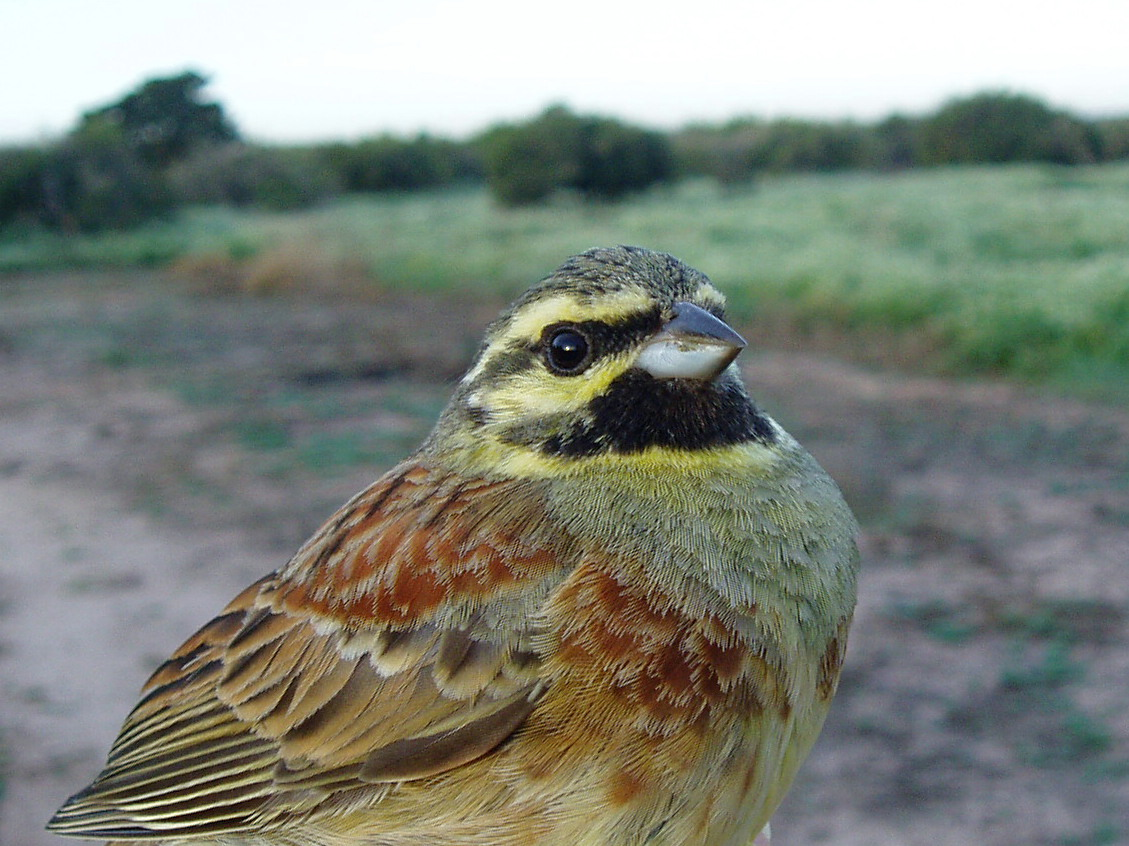
Hane häcksparv.

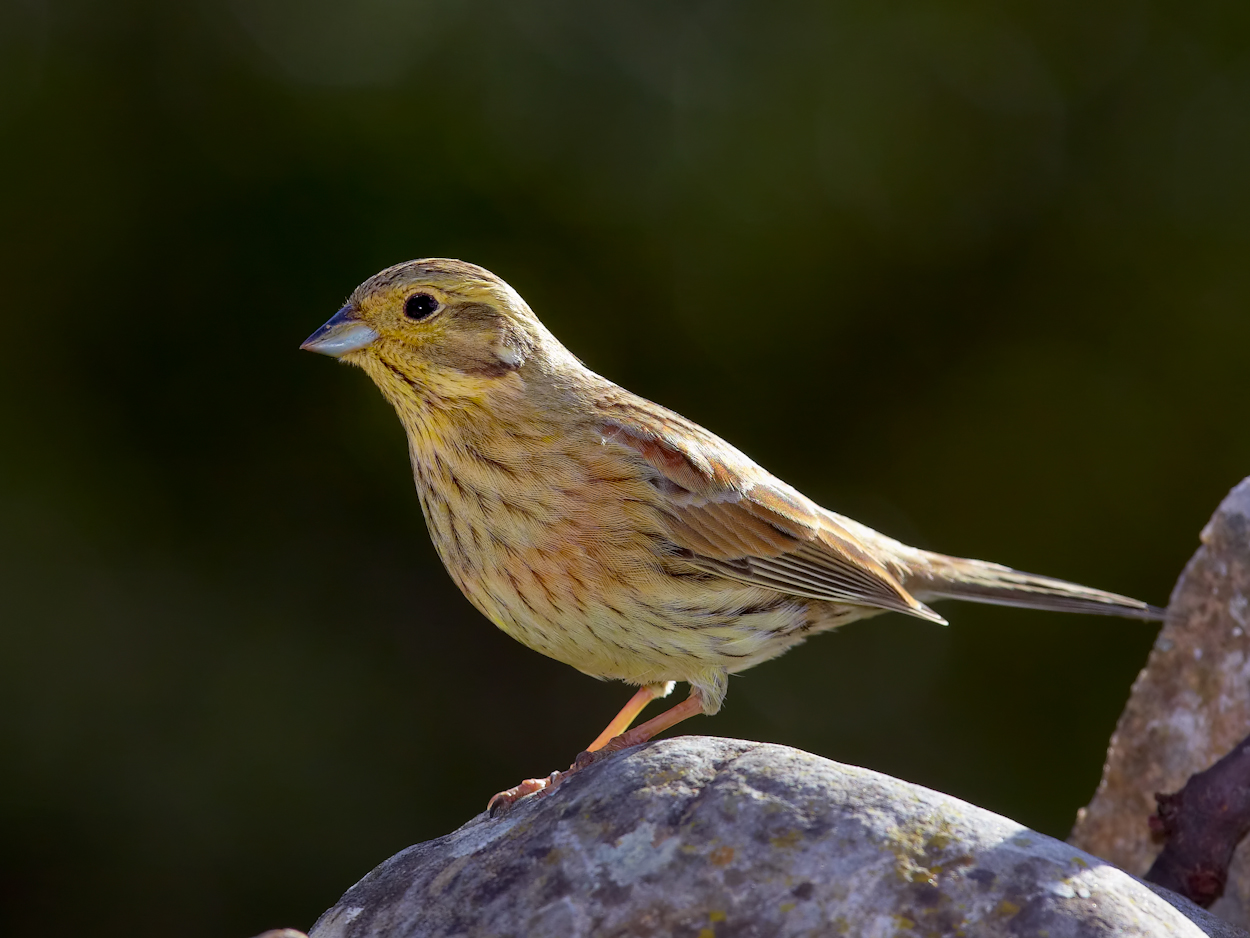
Hona.

Häcksparven påminner om en liten gulsparv, 15–16,5 cm lång och vingspann 22–22,5 cm, med fröätarens grova näbb. Hanen har ett ljust gult huvud, med svart hjässa, ögonstreck och strupe, grönaktigt bröstband över den annars gula undersidan, samt en kraftigt streckad brun rygg. Honan påminner mer om gulsparven, men har en streckad gråbrun övergump och kastanjebruna skulderfjädrar.

## Läte
Häcksparvens sång är en kort och monoton metallisk drill, endast drygt sekunden lång: sre'sre'sre'sre'sre'sre'sre'sre'sre. På håll kan den påminna om nordsångaren, som den dock ej alls delar utbredningsområde med. Locklätet är ett spetsigt "zitt", men även sävsparvslika siiy kan höras.

## Utbredning
Häcksparven är en stannfågel som häckar i Sydeuropa, på öarna i Medelhavet och i Nordafrika. Den förekommer i alla sorters öppna områden med buskar eller träd, men har en förkärlek för soliga sluttningar. Den har observerats sällsynt norr om sitt utbredningsområde, i Sverige tre gånger: 2008 på Torhamns udde i Blekinge, 2010 ringmärkt i Ottenby på Öland och 2025 i Falsterbo. 

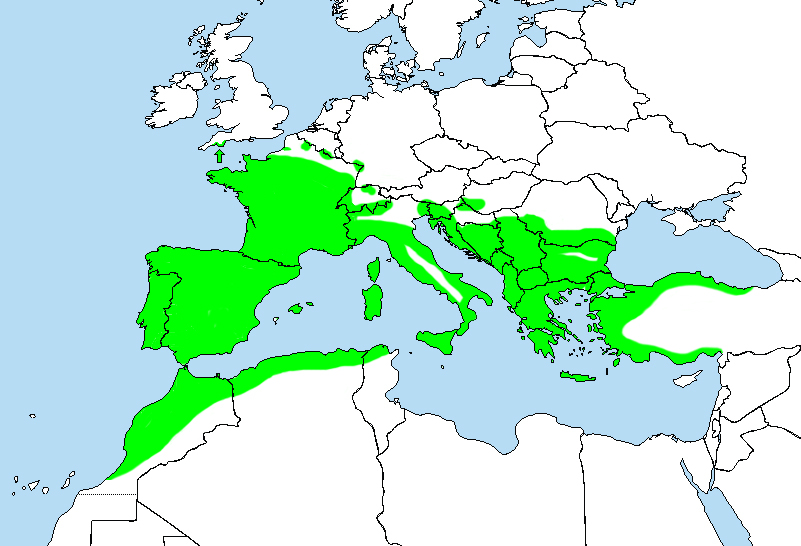
Häcksparvens utbredningsområde.

## Systematik
Häcksparven är systerart till en grupp fältsparvar som består av artparet gulsparv och tallsparv samt asiatiska arten svarthakad sparv. Arten behandlas vanligen som monotypisk, det vill säga att den inte delas in i underarter.

## Ekologi
Häcksparven hittas i småbruten terräng med tillgång på höga träd och täta buskage, från öppen skog och större parker till solbelysta torra sluttningar. Den undviker dock människans direkta närhet och vida jordbruksslätter. Sommartid lever häcksparven av insekter som gräshoppor och syrsor, som de även matar sina ungarna med. Vintertid lever den av frön från stubbåkrar, land i träda, och från foder till tamboskap. De äter företrädesvis i flock under vintern.
Boet byggs på marken, väl skyddat i täta häckar och buskage. Häckningstiden är april till mitten av september, med två till fem ägg per kull och upp till tre kullar på en säsong.

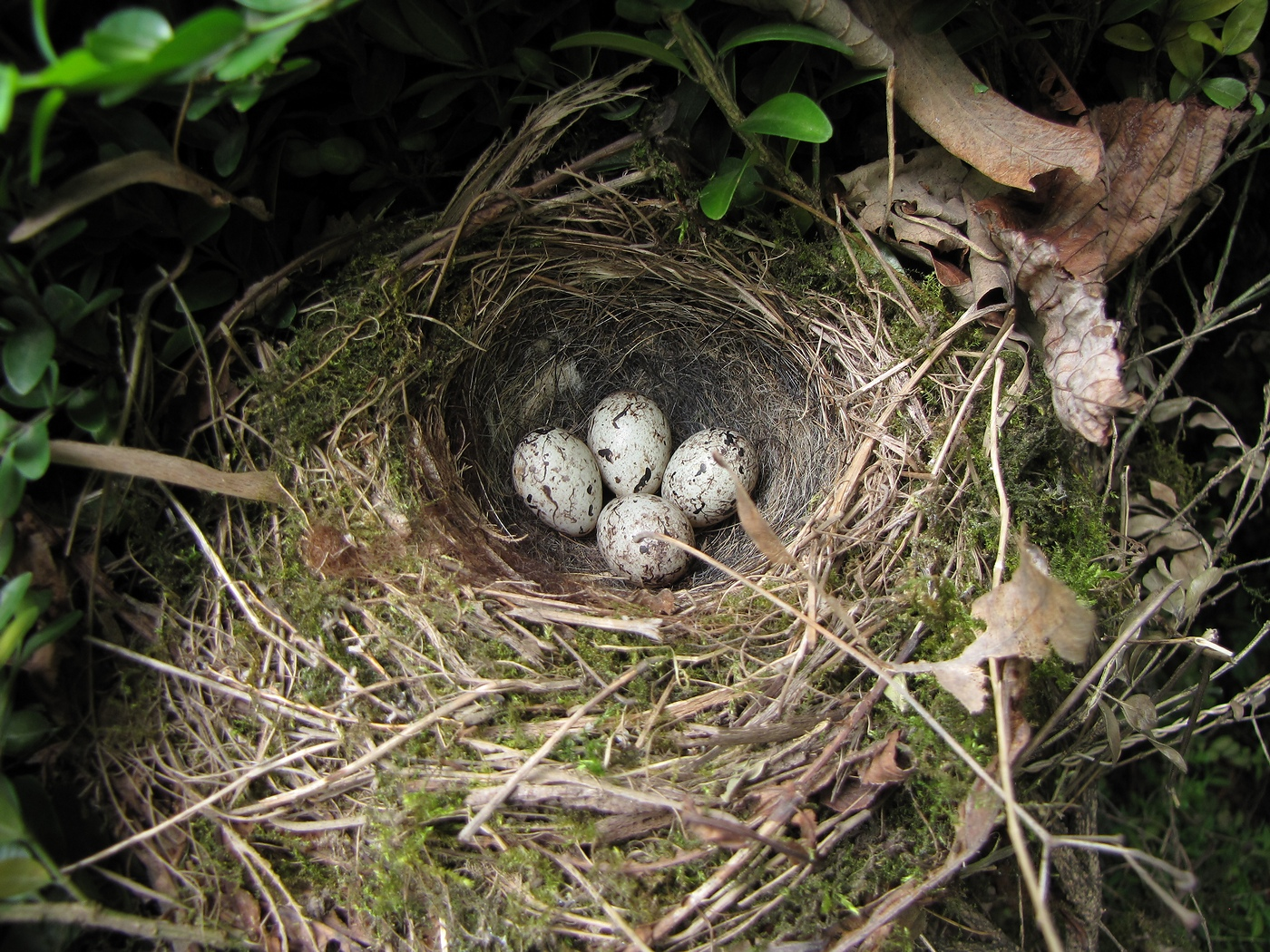
Häcksparvsbo med ägg.

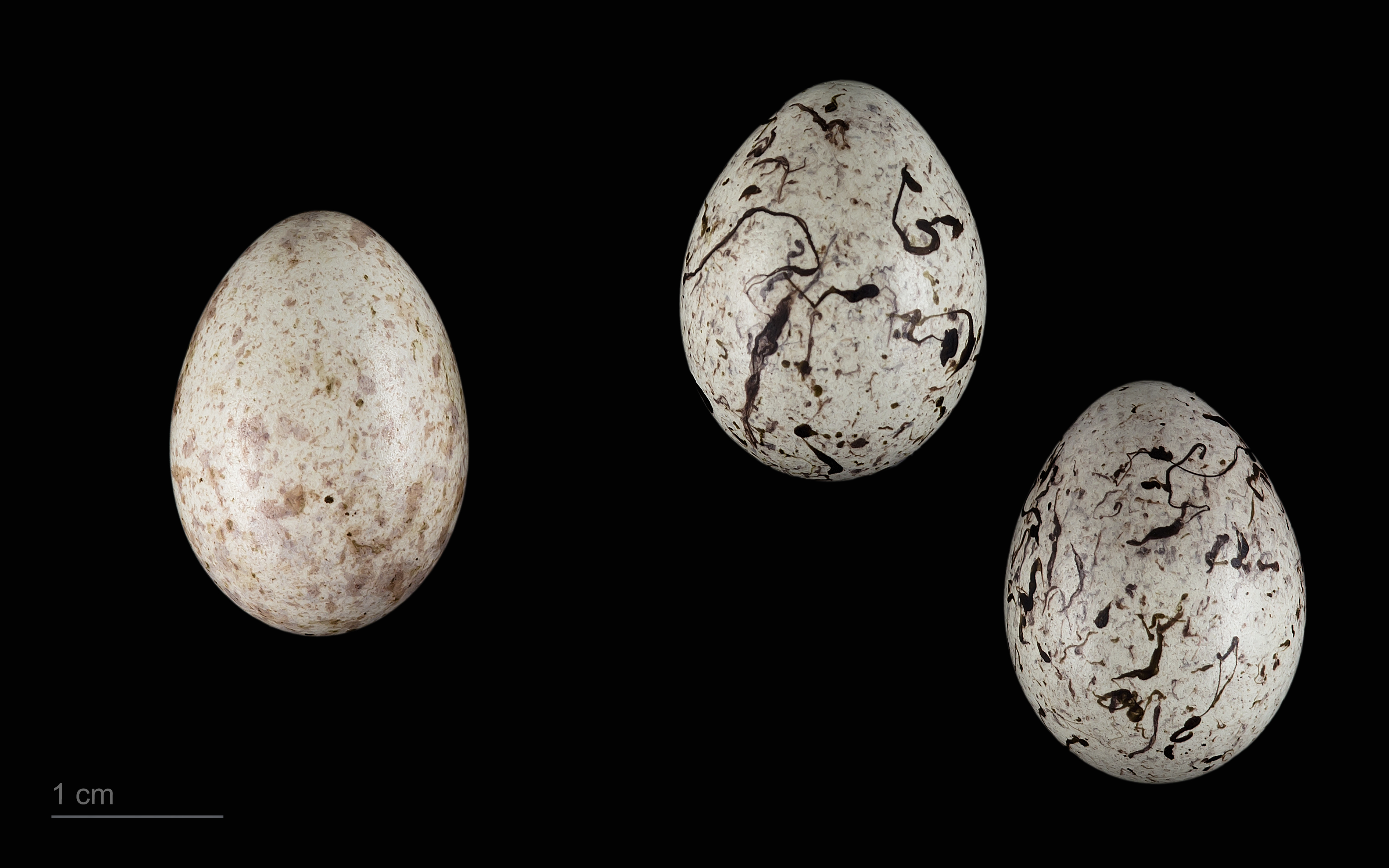
Cuculus canorus canorus + Emberiza cirlus

Häcksparven är platstrogen. Den rör sig sommartid sällan mer än 250 meter, vintertid upp till två kilometer, vid födosöket.

## Status och hot
Arten har ett stort utbredningsområde och en stor population, och tros öka i antal. Utifrån dessa kriterier kategoriserar IUCN arten som livskraftig (LC). I Europa uppskattas det häcka mellan knappt 2,5 miljoner och drygt 4,5 miljoner par. Eftersom Europa utgör mer än 95 % av utbredningsområdet motsvarar detta i princip hela världspopulationen.